# Усанин, Илья Афанасьевич
Илья́ Афана́сьевич Уса́нин (2 июля 1918, Нижняя Кига, Пермская губерния — 5 июля 1943) — участник Великой Отечественной войны, наводчик орудия 23-го отдельного истребительно-противотанкового дивизиона 132-й стрелковой дивизии 70-й армии Центрального фронта, младший сержант. Герой Советского Союза.

## Биография
Родился 2 июля 1918 года в деревне Нижняя Кига. В возрасте 7 лет пошёл школу, его первый учитель Николай Иванович Ермаков говорил матери, что её сын далеко пойдёт. После начальной школы Илья поступает в 5 класс Таушинской школы. Но дальше учиться не пришлось. Хотя отец воевал в Гражданскую войну на стороне Красной Армии и во время коллективизации не отказывался идти в колхоз, его вместе с братом раскулачили и отправили в Сибирь, где их следы затерялись.
В 1930 году Илья Афанасьевич уехал в Красноуфимск, где окончил 6 и 7 классы. В 1937 году переехал в Пермь и поступил на работу завод имени Ленина в пожарную охрану, а потом получает рабочую профессию арматурщика.
С началом Великой Отечественной войны Илья Афанасьевич подает заявление в военкомат об оправке на фронт. Но он работал на заводе, выполняющем военные заказы, и его не отправляли на фронт. Только в мае 1942 года его заявление было удовлетворено и он был направлен на учёбу в школу младших командиров.
В сентябре 1942 года был зачислен наводчиком орудия 3-й батареи 23-го отдельного истребительно-противотанкового дивизиона 132-й стрелковой дивизии. Участвовал в Сталинградской битве.
Илья Афанасьевич Усанин отличился 5 июля 1943 года в районе села Тросно Кромского района Орловской области.
5 июля 1943 года на батарею, где служил И. А. Усанин, пришёл приказ о приведении в боевую готовность и в случае прорыва врага действовать самостоятельно, не дожидаясь указаний сверху. В 7 часов утра немцы начали мощную артиллерийскую подготовку. После гибели командира орудия за главного остался младший сержант Усанин. После артобстрела из-за высоты 232, поросшей бурьяном и мелким сосняком, развёрнутым строем вышли немецкие танки, вслед за ними бежали автоматчики. Орудие стало стрелять по танкам прямой наводкой. Прикрывать отход 712-го стрелкового полка (иначе он был бы раздавлен танками) было приказано расчёту Усанина. Начался неравный бой, в результате попадания мины расчёт орудия погиб, остался только Илья Афанасьевич. А на его позицию двигалось 16 танков. Усанин подбил несколько танков, а когда закончились снаряды, он с противотанковой гранатой бросился под танк.

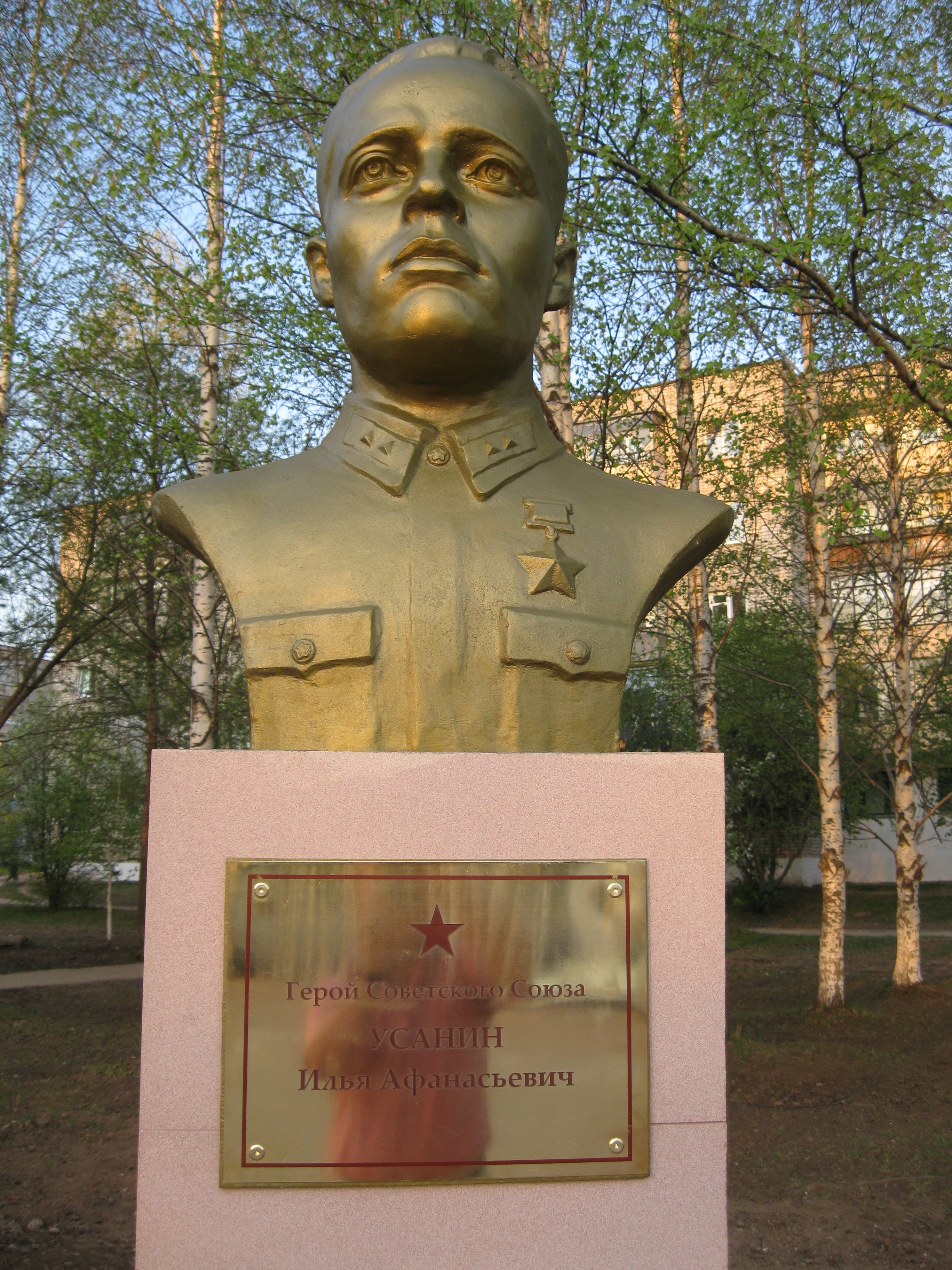
Бюст Ильи Афанасьевича Усанина на Аллее Славы в городе Чернушка

Указом Президиума Верховного Совета СССР от 16 ноября 1943 года за мужество и героизм, проявленные в борьбе с немецко-фашистскими захватчиками, младшему сержанту Усанину Илье Афанасьевичу присвоено звание Героя Советского Союза посмертно. 
Похоронен в братской могиле в селе Тагино Глазуновского района Орловской области.

## Награды
- Медаль «Золотая Звезда» Героя Советского Союза (16.11.1943);
- орден Ленина (16.11.1943).

## Память
- Бюст И. А. Усанина в числе 12 Героев Советского Союза и 2 полных кавалеров ордена Славы, жителей Чернушинского района, установлен на Аллее Славы, открытой 9 мая 2010 года в городе Чернушка.